# Искра Донова
Искра Иванова Донова е българска актриса.

## Биография
Родена е на 3 ноември 1982 г. в град София, Народна република България.
През 2006 г. завършва НАТФИЗ „Кръстю Сарафов“ със специалност „Актьорско майсторство за драматичен театър“ в класа на проф. Здравко Митков.
През 2007 г. е в трупата на Младежкия театър „Николай Бинев“, в която е известна с ролите си на Пола в „Кухнята“, Деа в „Семеен албум“, Жана в „Летище“, Джес в „Любов и пари“, Зура в „Нордост-приказка за нарушението“, Клия в „Черна комедия“ и други.
Играе и в Малък градски театър „Зад канала“, където също е известна с ролята си на Лаура в „Канкун“ от Жорди Галсеран, на режисьора Бина Харалампиева.
Донова е известна с участието на редица филми и сериали, сред които са „Кантора Митрани“, „Секс, лъжи и ТВ“, „Фамилията“, „Връзки“, „Скъпи наследници“, „Завръщане“, „Братя“, „Петя на моята Петя“ и „Завръщане 2“.

## Участия в театъра
Младежки театър „Николай Бинев“
- Жана в „Летище“ от Тена Щивичич – режисьор Владимир Люцканов[5]
- Клия в „Черна комедия“ от Питър Шафър – режисьор Петър Кауков[6]
- „Двамата веронци“ от Уилям Шекспир – режисьор Борислав Чакринов[7]
- „Осем жени“ от Робер Тома – режисьор Биляна Петрова[8]
- Зура в „Nordost“ от Торстен Бухщайнер – режисьор Василена Радева[9]
- „Фрида“ от Саня Домазет – режисьор Веселин Димов[10]
- „Кола Брьонон“ по Ромен Ролан – режисьор Владимир Люцканов[11]
- Джес в „Любов и пари“ от Денис Кели – режисьор Петър Кауков[12]
- „Център за принудително кацане“ от Горана Беланчевич – постановка Василена Радева[13]
- „Почти представление“ от Итън Коен – режисьор Явор Гърдев[14]
- 2008 – „Страхотни момчета“ от Терънс Макноли и Дейвид Язбек – режисьор Владимир Люцканов[15][16]
- 2015 – Деа в „Семеен албум“ от Малин Кръстев – режисьор Малин Кръстев[17][18][19][20]
- 2015 – Пола в „Кухнята“ от Арнолд Уескър – режисьор Владимир Люцканов[21][22]
- 2017 – „Разделям двойки по домовете“ от Тристан Птижирар – режисьор Здравко Митков[23][24]
- 2020 – „Бившата мис на малкия град“ от Мартин Макдона – режисьор Владимир Люцканов[25][26]

Малък градски театър „Зад канала“
- 2010 – Лаура в „Канкун“ от Жорди Галсеран – режисьор Бина Харалампиева.[27][28][29]

Театрално-музикален център „Димитър Димов“ – Кърджали
- „Повредата“ от Фридрих Дюренмат – режисьор Петър Кауков[30]

## Филмография
- „Personal Best“ (2005) – Марта
- „Кантора Митрани“ (2013) – Невена
- „Драсканица“ (2012) – Майката
- „Фамилията“ (2013) – Стела
- „Връзки“ (2015) – Приятелка на Ясмина
- „Скъпи наследници“ (2018) – Снежана
- „Завръщане“ (2019) – Катя
- „Братя“ (2020 – 2022) – Ива Йосифова[31][32]
- „Петя на моята Петя“ (2022) – Искра Монова, майка на Петя, и бивша съпруга на Владо
- „Завръщане 2“ (2022) – Катя
- „Игра на доверие“ (2023)

## Други дейности
През 2022 г. подкрепя кампанията „Подкрепи отбора на бъдещето – децата на България“ на „УНИЦЕФ“, със Златните момичета на България, Поли Генова, Алек Алексиев, Ники Кънчев, Ралица Паскалева, Даниел Петканов, Слави Панайотов, Бойко Кръстанов, Евелин Костова, Радина Кърджилова, Радина Боршош и други.

## Награди
- 2012 – Награда „Икар“ в категорията „Поддържаща женска роля“ за ролята на Джес в „Любов и пари“[34]